# Shaban Polluzha
Shaban Polluzha, född 1871 i Drenica i Kosovo, död 21 februari 1945 i Drenica i Kosovo, var en albansk befälhavare under första och andra världskriget.